# Великий Жванчик

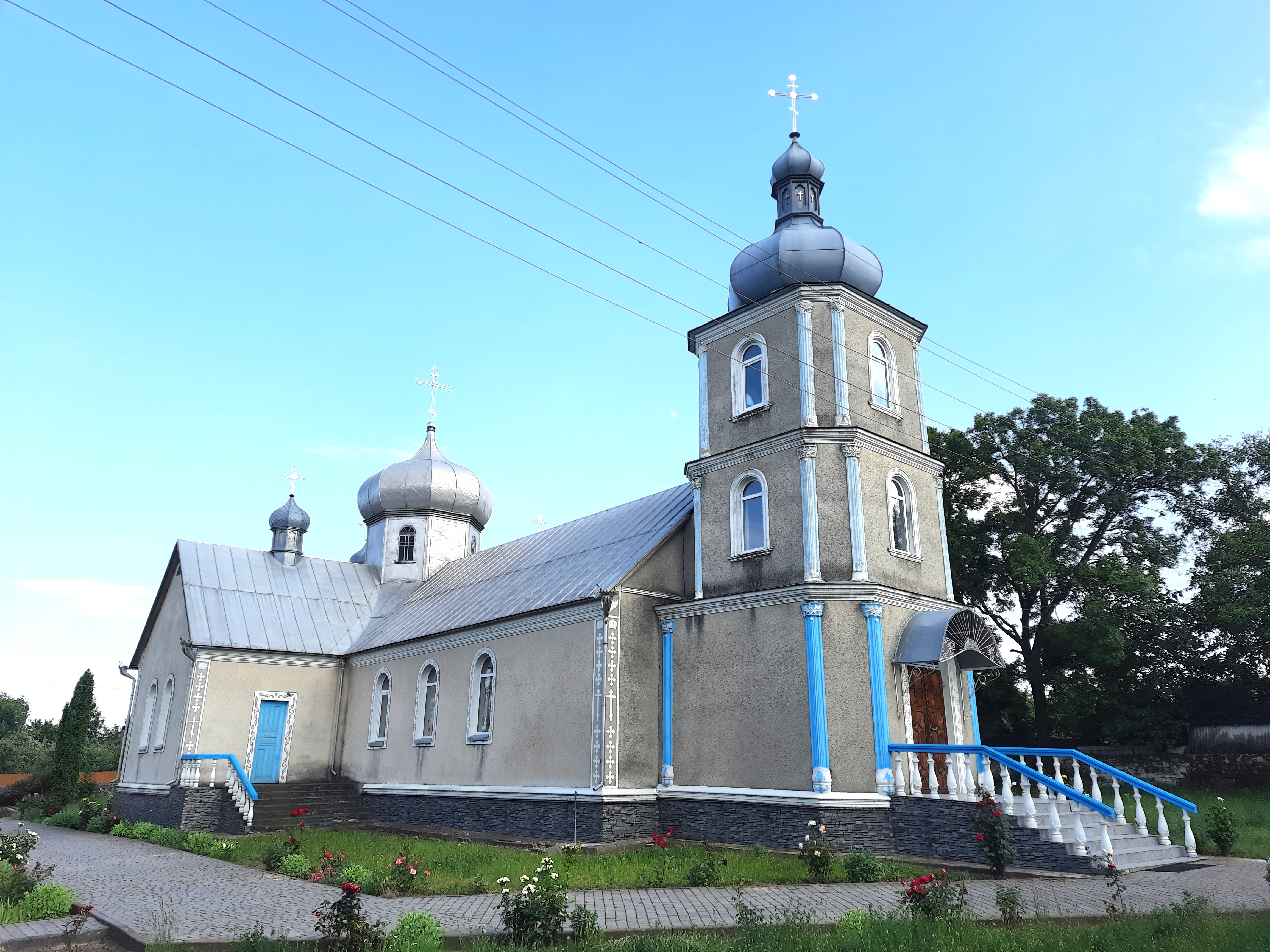
Церква Успіння Пресвятої Богородиці

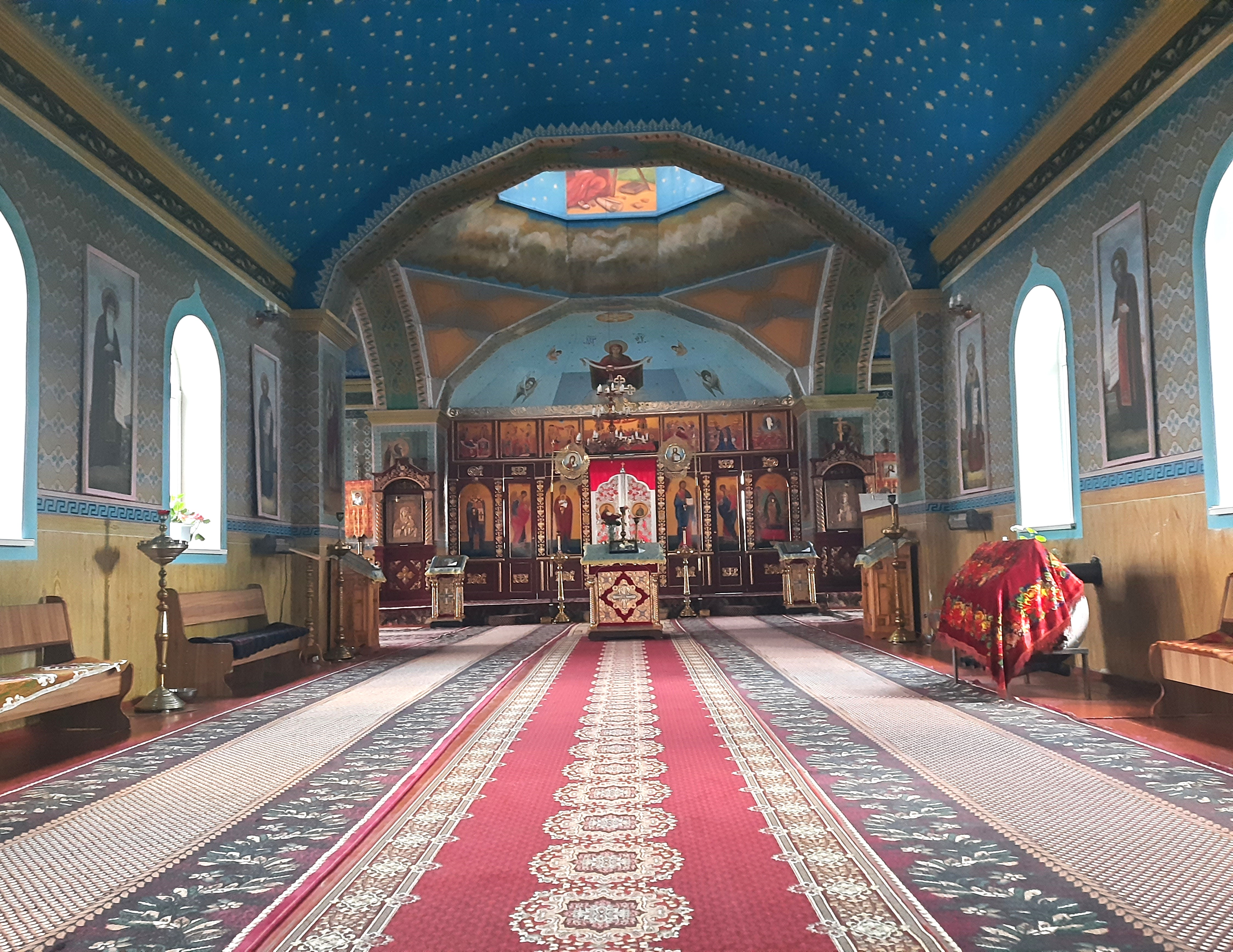
Інтер'єр церкви Успіння Пресвятої Богородиці

Вели́кий Жва́нчик (до 1921 року — Жванчик) — село в Україні, у Дунаєвецькій міській територіальній громаді Кам'янець-Подільського району Хмельницької області.

## Назва
Історична назва Жванчик за однією з версій, походить від імені першого поселенця, за іншою — від утікачів зі Жванця, яке у XVII столітті зазнавало частих нападів від турків і волохів. У 1921 році Жванчик перейменовано на Великий Жванчик.

## Географія
Подільське село Великий Жванчик розкинулось на подільській височині у межиріччі приток Дністра, Студениці та Ушиці в південно-західній частині України, за 52 кілометра автошляхами від міста Кам'янець-Подільський. Через Великий Жванчик проходить автошлях Т 2303. Село має загальну площу близько 4 квадратних кілометрів.

### Клімат
Великий Жванчик знаходяться в межах вологого континентального клімату із теплим літом.

## Історія
Тут виявлено поселення періоду енеоліту, скіфських часів, трипільської і черняхівської культур.
Уперше згадується 1681 року у списку платників податків Османської Туреччини. За іншими даними Жванчик згадується перше з 1703 року.
У XVIII столітті Жванчик належав польським родинам, зокрема Конецпольським, Гуменецьким, Ржевуським, Мержеєвським, Ліпінським (від 1780 року). За останніх тут відбулося значне економічне піднесення. Наприкінці XVIII — на початку XIX століть Ліпінські збудували в околицях Жванчика низку фільварків з досить прибутковими, як на той час, скляними заводами.
Відомо, що станом на 1791 році в селі діяла дерев'яна Успенська церква, яка в наш час не збереглася. Також в 1797 році відбулася повторна освята дерев'яного Успенського костелу. Час зведення святині — невідомий. Біля костелу знаходилась мурована каплиця на похованні Раймонда Корсака (1817 р.), яку теж було зруйновано. Крім того, в історичних джерелах згадується синагога, винокурня, водяний млин та фабрика капелюхів.
При цьому Великий Жванчик був не селом — містечком з чотирма ярмарками на рік. Міські права Жванчик отримав у 1797 році.
Після другого поділу Речі Посполитої, з 1793 року, перебував у складі Російської імперії. Наприкінці ХІХ століття у Жванчику оселилася велика кількість євреїв. Від 1797 року містечко входило до Ушицького повіту Подільської губернії.
Після Ліпінських Жванчик належав родині Хелмінських, яка продовжила будівництво фільварок. Хельмінські спорудили винокурний завод, низку водяних млинів. «Словник географічний» про територію, на якій розташувалося поселення, повідомляє сухо: «Грунти глинисті і мочароваті, камінь вапняний і здатний до мурування, ліси добре доглянуті».
Селяни були звільнені від кріпосного права в 1861 році.
Від 1902 населений пункт був у власності поміщика Матвія Крупенського, згодом — Жукотинського. 1875 тут відкрито церковно-парафіяльну школу, 1896 — двокласну вчительську школу зі зразковою школою грамоти при ній. 1912 замість церковно-парафіяльної почала діяти земська двокомплектна школа з 4-річним терміном навчання.
На початку ХХ століття Жванчик став волосним центром. У цей час також функціонували церква, 2 єврейські молитовні школи, банк. На базарній площі була двоповерхова ратуша.
В 1905 році поруч існувало окреме поселення «Баба».
Місцеві євреї вели успішну торгівлю, на 1913 рік їм належало 9 лавок, 5 бакалійних і 4 мануфактурних.
Внаслідок поразки визвольних змагань українського народу на початку XX століття, село надовго окуповане російсько-більшовицькими загарбниками.
Радянська окупація принесла колективізацію та розкуркулення, мешканці села зазнали репресій.
У 1921 році Жванчик перейменовано на Великий Жванчик, а хутір за 4,5 кілометра з однойменною назвою, колишній фільварок «Гута Жванчицька» — на Малий Жванчик.
Жителі зазнали сталінських репресій, потерпали від голодомору 1932–33 років.
Підчас Другої світової війни від 11 липня 1941 до 29 березня 1944 село знаходилось під окупацією нацистів. 31 серпня 1941 на околиці села в урочищі Табори нацисти розстріляли понад 300 євреїв. По її закінченню у 1946—1947 роках мешканці села вчергове пережили голод.
Радянський період тут знаходилась центральна садиба колгоспу, який обробляв 3 тис. га орної землі. Багатогалузеве господарство вирощувало зернові й технічні культури, розводило велику рогату худобу й свиней. У ті часи Великому Жванчику діяла школа, аграрно-технічний ліцей, амбулаторія сімейної медицини, обласний дитячий пульмонологічний санаторій, бібліотека, будинок культури.
З 1991 року в складі незалежної України.
13 серпня 2015 року шляхом об'єднання сільських рад, село увійшло до складу Дунаєвецької міської громади..
17 липня 2020 року, в результаті адміністративно-територіальної реформи та ліквідації Дунаєвецького району, село увійшло до складу Кам'янець-Подільського району.

### Палац Хелмінських
В 1868 році Ігнатій Хелмінський почав будівництво палацу з парком. Про це свідчить пам'ятна дошка на флігелі. Будівництво тривало майже 10 років. Дата завершення побудови «1877» прикрашає одну з колон брами маєтку.
У 1881 році до палацу прибудували башту-дзвіницю. Будучи домінантою, вона стала унікальним архітектурним доповненням палацового ансамблю. Вікна башти орієнтовані на чотири сторони світу. Ймовірно, вона слугувала місцем для проголошення промов Ігнатія Хелминського до селян, що приходили на збори.
Портик парадного фасаду палацу побудовано з колонами. На одній із частин фасаду знаходяться кронштейни. Бічний бік палацу укріплений контрфорсами.
Після смерті Ігнатія Хелмінського маєток успадкували його сини Матвій та Сигізмунд. Сигізмунд спершу програв в карти поміщику Крупенському свою половину спадку, а згодом в 1902 році Крупенський викупив і другу половину, ставши власником палацу. В 1917 році він виїхав до Польщі.
Під час революції маєток розграбували селяни, але від тотального знищення будівлю врятував місцевий священик. У 1953 році на території маєтку розмістили протитуберкульозний санаторій «Каштан». З 1972 року заклад перепрофільовано в пульмологічний санаторій.
У 1988 році тут влаштували сольову камеру на кшталт солотвинських. Тут лікували астми, бронхіти, тонзиліти. Щороку в санаторії проходили оздоровлення до тисячі дітей. У радянські часи будівлю радикально не перебудували, тож тут залишилося дуже багато автентичного: зовнішня ліпнина, справжні панські сходи, столітні дерев'яні двері, просторі кімнати, вежа для покоївок, водонапірна башта. Довкола палацу знаходиться розкішний парк з рідкісних порід дерев. Ззовні палац не поштукатурений, тому фасад залишився автентичним. В колишній стайні, яку суттєво перебудували, було розміщено школу для гостей санаторію.
2020 році санаторій ліквідували, як і низку інших закладів, які також розміщалися у старих садибах. Що станеться зі спорудою після цього, можна здогадатись на прикладах інших подібних резиденцій, котрі після закриття у них лікувальних закладів чи шкіл швидко перетворилися на руїни.
У 2023 році за сприяння та допомозі уряду Румунії приміщення палацу переплановують під санаторій для дітей з обмеженими фізичними особливостями.

## Населення
На початку ХХ століття мешкало 3005 осіб.
Згідно з переписом УРСР 1989 року чисельність наявного населення села становила 1876 осіб, з яких 819 чоловіків та 1057 жінок.
За переписом населення України 2001 року в селі мешкало 1615 осіб.
У 2015 році населення становило 1584 особи.

### Мова
У селі поширені західноподільська говірка та південноподільська говірка, що відносяться до подільського говору, який належить до південно-західного наріччя.
Розподіл населення за рідною мовою за даними перепису 2001 року:
| Мова       | Відсоток |
| ---------- | -------- |
| українська | 99,56 %  |
| російська  | 0,32 %   |
| білоруська | 0,13 %   |

## Відомі люди

### Уродженці
Білинський (Біловський) Микола (Bilinski (Bilowski) Mikolaj), чотовий УГА, група майора Долуда, 1 курінь 1 сотня, нар.1897 р., Жванчик Поділля, +25.02.1919.
- Бабляк Володимир Самійлович (1916 — 1970) — український письменник, журналіст.
- Мамчук Ярослав Петрович (2 червня 1991 — 26 січня 2016) — український військовий, учасник АТО, військовослужбовець 95-ї ОАеМБр. Загинув 26 січня 2016, після повернення зі сходу, в рідному селі. До поліції надійшло повідомлення про те, що в селі Великий Жванчик на дорозі лежить чоловік без ознак життя з ушкодженнями, що характерні для ДТП. Односельці впевнені, що забили Ярослава в іншому місці, а вже мертвого принесли на дорогу.[11]

### Проживали, перебували
- Корсак Раймунд (похований в 1817) — польський революціонер, поет-гуморист кінця XVIII — початку XIX століть, перекладач і політичний діяч, учасник повстання під проводом генерала Тадеуша Костюшка 1793 року.